# Lijst van burgemeesters van Domburg
Dit is een lijst van burgemeesters van de voormalige Nederlandse gemeente Domburg totdat het op 1 januari 1997 opging in de gemeente Veere.
| Ambtsperiode | Naam burgemeester | Partij of stroming | Bijzonderheden |
| ------------ | --- | ------------------ | --- |
| 1825 - 1848  | A. van der Meule |                    | |
| 1850 - 1869  | Jan Jacob Iman Sprenger |                    | |
| 1869 - 1876  | W. van den Broecke |                    | |
| 1876 - 1879  | C.H. Elout |                    | |
| 1880 - 1893  | J.C. Lantsheer (1834-1893) |                    | Voordien burgemeester van Ritthem. Tegelijktijdig lid van de Provinciale Staten van Zeeland.                                                                                            |
| 1893 - 1901  | Ernest Louis baron van Hardenbroek van Lockhorst                                                                                       |                    | |
| 1901 - 1937  | J.L. van Voorthuysen |                    | |
| 1937 - 1941  | mr. F.L.S.F. baron van Tuyll van Serooskerken (na zijn aftreden in 1941 nam locoburgemeester P.J. Elout lange tijd diens functie waar) |                    | |
| 1944 - 1945  | jhr. Reinier Johan Hendrik Quirijn Röell (1902-1963)                                                                                   |                    | Waarnemend burgemeester Voordien burgemeester van Haamstede. Nadien weer burgemeester van Haamstede en burgemeester van Westerschouwen.                                                 |
| 1945 - 1951  | jhr. ir. H.L. Boogaert |                    | Eerst waarnemend burgemeester. |
| 1952 - 1963  | mr. Willem Jacob Elias Crommelin (1916-1997)                                                                                           | CHU                | Nadien burgemeester van Zwollerkerspel en waarnemend burgemeester van Brederwiede. (Na zijn aftreden in Domburg in 1963 nam locoburgemeester J.F. Seydel lange tijd diens functie waar) |
| 1966 - 1975  | Frederik Gerard (F.G.) Sprenger (1914-2006)                                                                                            |                    | Voordien burgemeester van Oostkapelle. |
| 1975 - 1987  | Peter (P.A.D.H.) Diepenhorst (1942-2022)                                                                                               | CHU / CDA          | Nadien burgemeester van Maartensdijk. |
| 1988 - 1997  | H.W. Hietkamp (1934) | CDA                | |